# Jenny Losinger-Ferri
Jenny Losinger-Ferri (* 30. Juli 1902 in Lugano; † 4. Juli 1993 ebenda) war eine Schweizer Malerin, Zeichnerin und Grafikerin. Ihr Werk umfasst Malerei, Zeichnungen, Radierungen, Collagen und Siebdrucke.

## Leben und Werk
Jenny, geborene Ferri, war eine Tochter des aus dem Tessin stammenden Arztes Arnoldo Ferri und einer aus dem Appenzell stammenden Mutter. Sie wuchs in Lugano auf und heiratete 1922 den aus Burgdorf stammende Bauunternehmer Oskar Losinger (1885–1924). Er war der Halbbruder des Bauunternehmers und Ingenieurs Eugen Losinger (1891–1951). Das Ehepaar lebte mit ihrem gemeinsamen Sohn in Zürich. Nach dem frühen Tod ihres Mannes zog Jenny Losinger-Ferri nach Lugano und widmete sich der Erziehung ihres Sohnes. 1942 kehrte sie nach Zürich zurück und verdiente mit verschiedenen Tätigkeiten ihren Lebensunterhalt.
1950 nahm sie Zeichenunterricht beim Maler und Zeichner Alfons Grimm (1898–1954). Ab 1952 belegte sie Kurse an der Zeichen- und Malakademie von Henry Wabel. Dort lernte sie die Malerin Vera Haller kennen und blieb zeitlebens mit ihr befreundet. Zudem erlernte sie bei Albert Pfister die Aquarell- und Ölmalerei und bei Walter Jonas das Radieren.
1955 trat sie dem Zürcher «Club Bel Etage» bei und lernte dort Kunstschaffende der Avantgarde kennen. In der Folge wandte sie sich der abstrakten Malerei zu und erhielt wichtige Impulse von den Vertretern der konstruktiv-konkreten Richtung, namentlich von Max Bill. 1963 konnte sie erstmals ihre Werke in einer grossen Einzelausstellung in der «Galerie Cittadella» von Grisélidis Réal in Ascona präsentieren. Mit dem Sohn von Ernst Fuhrmann und Elisabeth Paulsen, Arend Fuhrmann (1918–1984) und der Malerin Sonja Sekula stellte sie ihre Werke 1966 im Helmhaus Zürich aus.
Jenny Losinger-Ferri zog 1983 nach Cureglia, wo sie trotz erster körperlicher Gebrechen und künstlerischer Isolation ihr Werk fortsetzte. 1992 erfolgte eine erste umfassende Retrospektive in der Stiftung für konstruktive und konkrete Kunst in Zürich. Als Mitglied der GSMBA und der Schweizerische Gesellschaft Bildender Künstlerinnen stellte sie ihre Werke in zahlreichen Einzel- und Gruppenausstellungen im In- und Ausland aus. Zudem sind ihre Werke in den Sammlungen Haus Konstruktiv, Kunstmuseum Bern, Kunstmuseum Luzern, Kunsthaus Zürich, Kunstmuseum Winterthur, Museum Chasa Jaura, im Kantonalen Kunstmuseum in Lugano sowie im Städtischen Museum in Schiedam vertreten.